# (603) Timandra
(603) Timandra ist ein Asteroid des Hauptgürtels, der am 16. Februar 1906 von Joel H. Metcalf entdeckt wurde.
Der Asteroid ist nach einer sagenhaften Frau der griechischen Mythologie benannt.